# 弗里德兰 (梅克伦堡-前波美拉尼亚州)
弗里德兰（德語：Friedland，發音：[ˈfʁiːtˌlant] ⓘ）是德国梅克伦堡-前波美拉尼亚州梅克伦堡湖区县的城市，面积141.79平方千米，2023年12月31日人口为6,550人。2014年5月25日，市镇格林克和艾希霍斯特并入弗里德兰。2019年5月26日，市镇根茨科并入弗里德兰。